# Les Verchers-sur-Layon

Nhà thờ Saint-Just tại Les Verchers-sur-Layon

Les Verchers-sur-Layon là một xã thuộc tỉnh Maine-et-Loire trong vùng Pays de la Loire phía tây nước Pháp cách Doué-la-Fontaine 4km về phía nam. Thị trấn có một di sản xây dựng đáng chú ý kết hợp hài hòa giữa đá tufa trắng và đá falun màu hoàng thổ.

## Địa lý
Xã này nằm ở khu vực có độ cao trung bình 54 mét so với mực nước biển.
Sông Layon chảy qua xã này.

## Hoạt động kinh tế
Hoạt động kinh tế của Les Verchers-sur-Layon chủ yếu hướng tới nông nghiệp (đa canh; chăn nuôi) và trồng nho. Gần 500 ha được trồng ở AOC Saumur-Puy-Notre-Dame, Anjou và Coteaux-du-Layon.